# Стэнли, Чарлз Генри
Чарлз Генри Стэнли (англ. Charles Henry Stanley; сентябрь 1819 или 1819, Брайтон, Восточный Суссекс — 6 октября 1901, Нью-Йорк, Нью-Йорк) — шахматист и шахматный литератор, один из организаторов шахматной жизни в США. Считается первым чемпионом США по шахматам в период с 1845 по 1857 год. 
Детские и юношеские годы провёл в Англии. В 1839 году выиграл матч у Говарда Стаунтона — 3½ : 2½ (+3 −2 =1), получая в виде форы пешку и ход. С 1840 года — в США, где считался одним из сильнейшим шахматистом. Выиграл матчи у Дж. Шультена 11 : 5 и 11 : 9 (1844), 15 : 13 (1845) и Эжена Руссо — 19 : 12 (1845; +15 −8 =8); сыграл вничью матчи с Иоганном Лёвенталем — 3 : 3 (1850) и Пьером Сент-Аманом — 4 : 4 (1852). Основал первые в США шахматные отделы в газетах «Спирит оф зе таймс» (англ. The Spirit of the Times; 1845), «Альбион» (1848) и журнал «Американ чесс мэгэзин» (англ. American Chess Magazine; 1846). Издал первый в США матчевый сборник партий (31 партия матча с Э. Руссо). Один из организаторов 1-го американского шахматного конгресса (1857). В 1859 году издал сборник матчевых партий Пол Морфи. В 1868 году проиграл небольшой матч Джордж Макензи — 1 : 2.

## Спортивные результаты
| Год  | Город      | Турнир/Матч                  | +  | − | = | Результат | Место |
| ---- | ---------- | ---------------------------- | -- | - | - | --------- | ----- |
| 1839 | Лондон     | Матч против Г. Стаунтона     | 3  | 2 | 1 | 3½ из 6   |       |
| 1844 | Нью-Йорк   | Матч против Дж. Шультена     |    |   |   | 11 из 16  |       |
|      | Нью-Йорк   | Матч против Дж. Шультена     |    |   |   | 11 из 20  |       |
| 1845 |            | Матч против Дж. Шультена     |    |   |   | 15 из 28  |       |
|      | Нью-Орлеан | Матч против Э. Руссо         | 15 | 8 | 8 | 19 из 31  |       |
| 1850 | Вашингтон  | Матч против Дж. Turner       | 11 | 5 | 1 | 11½ из 17 |       |
|      | Нью-Йорк   | Матч против И. Лёвенталя     |    |   |   | 3 из 6    |       |
| 1852 | Нью-Йорк   | Матч против П. Ш. Сент-Амана |    |   |   | 4 из 8    |       |
| 1857 | Нью-Йорк   | 1-й американский конгресс    |    |   |   | из        |       |
| 1860 | Кембридж   | 3-й британский конгресс      |    |   |   | из        |       |
| 1861 | Бристоль   | 4-й британский конгресс      |    |   |   | из        |       |
| 1868 | Нью-Йорк   | Матч против Дж. Макензи      | 1  | 2 | 0 | 1 из 3    |       |

## Книги
- Thirty-one games of chess, N. Orleans, 1846;
- Morphy's match games, N. Y., 1859;
- The chess player's instructor, 3 ed., N.Y., 1865;
- De Witt's American chess manual, N.Y., 1880.